# NXP
NXP Semiconductors (NYSE NXPI), és un fabricant de dispositius semiconductors en els camps de la seguretat, identificació, automotriu, xarxes, ràdiofreqüència i circuits de potència. La seva seu és a Eindhoven, Països Baixos i fou creada l'any 2006.

## Història
Fets més importants:
- Philips és fundada el 1953 a Holanda.
- El 1975, Philips adquireix la companyia Signetics, creadora del conegut circuit integrat 555.
- El 1999, Philips adquireix la companyia VLSI Technology.
- El 2006, Philips separa el seu negoci de semiconductors i crea NXP.
- El 2015, NXP compra l'empresa dels EUA Freescale.
- El 2016, NXP separa del seu negoci els components més estàndards (diodes, transistors, portes lògiques, TVS) creant la companyia Nexperia.
- El 2016, l'empresa Qualcomm compra NXP.

## Fites més importants
- Inventor del bus digital de comunicació sèrie I2C.

- Coinventor del sistema d'identificació NFC.
- Inventor de del bus digital per àudio I2S.

## Productes
- Microprocessadors:
  - Amb nucli ARM.
  - Amb nucli Power Architecture.
  - Amb nucli Coldfire.
- Sistemes d'identificació : NFC, RFID
- Circuits integrtas de diverses interficies: USB, I2C, UART
- Circuits integrats de processament d'àudio
- Circuits integrtas de connectivitat RF : ZigBee, Thread, Bluetooth
- Circuits integrtas per automòbil : seguretat, potència, sensòrica